# Lavender (мини-альбом)
Lavender (с англ. — «Лаванда») — дебютный мини-альбом шведского рэпера Yung Lean, выпущенный 16 августа 2013 года.
Этот мини-альбом состоит из песен, выпущенных в конце 2012 и начале 2013 года на SoundCloud и YouTube.

## Список композиций
| №                   | Название             | Продюсер            | Длительность |
| ------------------- | -------------------- | ------------------- | ------------ |
| 1.                  | «Oreomilkshake»      | Yung Gud            | 4:16         |
| 2.                  | «Ginseng Strip 2002» | Yung Gud            | 2:43         |
| 3.                  | «Greygoose»          | Yung Sherman        | 3:16         |
| Общая длительность: | Общая длительность:  | Общая длительность: | 10:25        |

## Популярность композиций
«Ginseng Strip 2002» и «Oreo milkshake» стали популярными на YouTube вскоре после загрузки и являются одними из самых известных песен Yung Lean.
Consequence of Sound поместил «Ginseng Strip 2002» на 44 место в их «Топ-50 песен 2013 года».